# Burdette (Arkansas)
Burdette – miasto w Stanach Zjednoczonych, w stanie Arkansas, w hrabstwie Mississippi.